# فادي الدباس
محمد فادي الدباس (مواليد 1 يناير 1972، دمشق) هو لاعب كرة قدم سوري سابق ورجل أعمال ومسؤول رياضي. شغل عدة مناصب في الاتحاد العربي السوري لكرة القدم، بما في ذلك منصب رئيس الاتحاد.

## مسيرته
- لاعب كرة قدم سابق: بدأ مسيرته كلاعب في أندية سورية، مثل نادي اشبال نادي الجيش السوري ثم لعب لنادي النضال في الدرجة الثانية لجميع الفئات
- رجل أعمال: بعد اعتزاله كرة القدم، توجه إلى عالم الأعمال وأسس شركة دار الخير للاستيراد والتصدير وعمل مديرا لها حتى العام 2009 حيث عين مديرا للكرة في ناديه الام نادي الجيش.
- مسؤول رياضي: عاد إلى عالم كرة القدم من بوابة الإدارة، حيث شغل منصب مدير الكرة في نادي الجيش، ثم في عام 2015 انتخب عضواً في مجلس إدارة الاتحاد السوري لكرة القدم ومديراً لمنتخب سوريا لكرة القدم.
- رئيس اتحاد كرة القدم السوري: وفي نفس العام انتُخب نائباً لرئيس الاتحاد السوري لكرة القدم. انتُخب رئيساً لـ الاتحاد السوري لكرة القدم في أيار 2018 بالإجماع بعد استقالة صلاح رمضان من رئاسة الاتحاد على إثر أزمة اتفاقية قطر.[1][2]
- استقالة: قدم استقالته من رئاسة الاتحاد في عام 2019 بعد سلسلة من الإخفاقات لمنتخب سوريا، تلاها قرار من دائرة الرقابة المالية بالحجز على أمواله وأموال زوجته.[3][4]